# Rásonysápberencs
Rásonysápberencs é um município da Hungria, situado no condado de Borsod-Abaúj-Zemplén. Tem 9,12 km² de área e sua população em 2015 foi estimada em 569 habitantes.